# Hydrovatus bicolor
Hydrovatus bicolor är en skalbaggsart som beskrevs av Guignot 1956. Hydrovatus bicolor ingår i släktet Hydrovatus och familjen dykare. Inga underarter finns listade i Catalogue of Life.